# 469. pehotni polk (Wehrmacht)
Za druge 469. polke glejte 469. polk.
469. pehotni polk (izvirno nemško Infanterie-Regiment 469) je bil eden izmed pehotnih polkov v sestavi redne nemške kopenske vojske med drugo svetovno vojno.

## Zgodovina
Polk je bil ustanovljen 26. avgusta 1939 kot polk 4. vala v WK X iz nadomestnih bataljonov 69, 76 in 90; polk je bil dodeljen 269. pehotni diviziji. 
6. februarja 1940 je bil II. bataljon izvzet iz sestave in dodeljen 501. pehotnemu polku; 28. septembra istega leta je podobna usoda doletela tudi štab in III. bataljon, ki sta bila dodeljena 432. pehotnemu polku; vse enote so bile nadomeščene.
Maja 1942 je bil v bojih razpuščen III. bataljon.
15. oktobra 1942 je bil polk preimenovan v 469. grenadirski polk.